# NGC 3889
NGC 3889 (również PGC 36819) – galaktyka soczewkowata (S0), znajdująca się w gwiazdozbiorze Wielkiej Niedźwiedzicy. Odkrył ją Lawrence Parsons 1 kwietnia 1878 roku.